# I. e. 356
Évszázadok: i. e. 5. század – i. e. 4. század – i. e. 3. század
Évtizedek: i. e. 400-as évek – i. e. 390-es évek – i. e. 380-as évek – i. e. 370-es évek – i. e. 360-as évek – i. e. 350-es évek – i. e. 340-es évek – i. e. 330-as évek – i. e. 320-as évek – i. e. 310-es évek – i. e. 300-as évek
Évek: i. e. 361 – i. e. 360 – i. e. 359 – i. e. 358 –  i. e. 357 – i. e. 356 – i. e. 355 – i. e. 354 – i. e. 353 – i. e. 352 – i. e. 351

## Események

### Perzsa Birodalom
- II. Artabazosz, Frígia lázadó szatrapája Kharész vezetésével athéni, Pammenész vezetésével pedig thébai zsoldosokat fogad fel és két csatában is legyőzi III. Artaxerxész nagykirály csapatait. A király elrendeli, hogy minden szatrapa bocsássa el a zsoldosait, mire Athén - attól tartva, hogy a perzsák támogatni fogják az elszakadni vágyó Khioszt, Rodoszt és Kószt - hazahívja katonáit; Thébai is követi példáját. Artaxerxész híve, Autophradatész lüdiai szatrapa ezután már legyőzi Artabazoszt.

### Görögország
- II. Philipposz makedón király titokban felajánlja Amphipoliszt Athénnak, cserébe Püdna kikötővárosáért. Azonban miután meghódítja Püdnát, megtartja mindkét várost. Elfoglalja Krenidesz városát a trák Odriszi Királyságtól és átnevezi Philippoivá.
- a szövetséges-háborúban a felkelők kifosztják az Athénhoz lojális maradt Lemnosz és Imbrosz szigeteket.
- A phókisziak elfoglalják és kifosztják a szentélyéről és orákulumáról híres Delphoit. A szentély védelmét biztosító szövetség szent háborút hirdet ellenük, azonban a phókisziak a rabolt zsákmányból zsoldosokat fogadnak és kiterjesztik a háborút Boiótiára és Thesszáliára is.

### Róma
- Consullá választják Marcus Fabius Ambustust és Marcus Popillius Laenast.
- Dictatorrá választják Gaius Marcius Rutilust, aki az első plebeius ebben a tisztségben.

### Kína
- Sang Jang főminiszter megkezdi átfogó reformjait, amelyek segítségével az addig marginális Csin államot Kína domináns katonai hatalmává teszi.

## Kultúra
- Egy hírnévre vágyó gyújtogató felgyújtja az epheszoszi Artemisz-templomot, a világ hét csodájának egyikét.

## Születések
- Nagy Sándor, makedón király
- Hephaisztion, Nagy Sándor hadvezére

## Halálozások
- Philisztosz, szicíliai görög történetíró

## Fordítás
- Ez a szócikk részben vagy egészben  a(z)   356 BC című angol Wikipédia-szócikk ezen változatának fordításán alapul.  Az eredeti cikk szerkesztőit annak laptörténete sorolja fel. Ez a jelzés csupán a megfogalmazás eredetét és a szerzői jogokat jelzi, nem szolgál a cikkben szereplő információk forrásmegjelöléseként.